# نراد شنسی
نراد شنسی (نام علمی: Abies chensiensis) نام یک گونه از سرده نراد است.